# Баре (Високо)
Баре су насељено мјесто у граду Високом, Босна и Херцеговина.

## Становништво
|         | 2013.       | 1991.        | 1981.        | 1971.        |
| Укупно  | 18 (100,0%) | 97 (100,0%)  | 86 (100,0%)  | 92 (100,0%)  |
| Бошњаци | 18 (100,0%) | 30 (30,93%)1 | 40 (46,51%)1 | 54 (58,70%)1 |
| Хрвати  | –           | 67 (69,07%)  | 45 (52,33%)  | 38 (41,30%)  |
| Срби    | –           | –            | 1 (1,163%)   | –            |

1. 1 На пописима од 1971. до 1991. Бошњаци су пописивани углавном као Муслимани.